# Mapoyo jezik
Mapoyo jezik (mapayo, mapoye, mopoi, nepoye, wanai; ISO 639-3: mcg), indijanski jezik karipske jezične porodice kojim još govori svega 12 Mapoye Indijanaca (2001 census) s rijeke Suapure u venezuelskoj državi Amazonas, sto kilometara sjeverno od La Urbane. Pripadnici plemena danas se služe španjolskim, pa jeziku prijeti izumiranje.
Najsličniji mu je yabarana [yar].

## Vanjske poveznice
- Ethnologue (16th) (14th)
- Ethnologue (16th) (15th)